# Matthew Centrowitz
Matthew Centrowitz Jr. (Beltsville, 18 ottobre 1989) è un mezzofondista statunitense, campione olimpico dei 1500 metri piani a Rio de Janeiro 2016.
È figlio di Matt Centrowitz, anch'egli ex atleta olimpionico.

## Palmarès
| Anno | Manifestazione  | Sede           | Evento       | Risultato  | Prestazione | Note                                     |
| ---- | --------------- | -------------- | ------------ | ---------- | ----------- | ---------------------------------------- |
| 2011 | Mondiali        | Taegu          | 1500 m piani | Bronzo     | 3'36"08     |                                          |
| 2012 | Mondiali indoor | Istanbul       | 1500 m piani | 7º         | 3'47"42     |                                          |
| 2012 | Giochi olimpici | Londra         | 1500 m piani | 4º         | 3'35"17     |                                          |
| 2013 | Mondiali        | Mosca          | 1500 m piani | Argento    | 3'36"78     |                                          |
| 2015 | Mondiali        | Pechino        | 1500 m piani | 8º         | 3'33"16     |                                          |
| 2016 | Mondiali indoor | Portland       | 1500 m piani | Oro        | 3'44"22     |                                          |
| 2016 | Giochi olimpici | Rio de Janeiro | 1500 m piani | Oro        | 3'50"00     |                                          |
| 2017 | Mondiali        | Londra         | 1500 m piani | Batteria   | 3'48"34     |                                          |
| 2019 | Mondiali        | Doha           | 1500 m piani | 8º         | 3'32"81     | Miglior prestazione personale stagionale |
| 2021 | Giochi olimpici | Tokyo          | 1500 m piani | Semifinale | 3'33"69     | Miglior prestazione personale stagionale |

## Campionati nazionali
2010
- 5º ai campionati statunitensi, 1500 m piani - 3'51"81

2011
- Oro ai campionati statunitensi, 1500 m piani - 3'47"63

2012
- Argento ai campionati statunitensi, 1500 m piani - 3'35"84
- Argento ai campionati statunitensi indoor, 1500 m piani - 3'48"16

2013
- Oro ai campionati statunitensi, 1500 m piani - 3'45"17
- 8º ai campionati statunitensi indoor, miglio - 4'08"62
- 4º ai campionati statunitensi indoor, 800 m piani - 1'47"82

2014
- 7º ai campionati statunitensi di 5 km su strada - 14'04"

2015
- Oro ai campionati statunitensi, 1500 m piani - 3'37"25
- Oro ai campionati statunitensi indoor, miglio - 4'01"40

2016
- Oro ai campionati statunitensi indoor, 1500 m piani - 3'44"33

2017
- Argento ai campionati statunitensi, 1500 m piani - 3'43"41

2018
- Oro ai campionati statunitensi, 1500 m piani - 3'43"37
- 8º ai campionati statunitensi di 5 km su strada - 14'02"

2019
- Argento ai campionati statunitensi, 1500 m piani - 3'44"97

2021
- Argento ai campionati statunitensi di 5 km su strada - 13'53"

## Altre competizioni internazionali
2011
- 10º all'Herculis ( Monaco), 1500 m piani - 3'34"46

2012
- Bronzo all'Athletissima ( Losanna), 1500 m piani - 3'31"96

2014
- 8º ai Bislett Games ( Oslo), miglio - 3'52"23
- 9º all'Herculis ( Monaco), 1500 m piani - 3'31"09

2015
- Argento al Prefontaine Classic ( Eugene), miglio - 3'51"20
- 10º all'Herculis ( Monaco, 1500 m piani - 3'30"40
- 11º al DN Galan ( Stoccolma), 1500 m piani - 3'39"29
- 9º all'Athletissima ( Losanna), 800 m piani - 1'49"20

2016
- 6º all'Athletissima ( Losanna), 1000 m piani - 2'16"67

2017
- 9º all'Herculis ( Monaco), 1500 m piani - 3'34"43
- 7º all'Athletissima ( Losanna), 1500 m piani - 3'34"83

2018
- 6º al Prefontaine Classic ( Eugene), miglio - 3'53"61
- 7º all'Herculis ( Monaco), 1500 m piani - 3'31"77

2019
- 6º al Prefontaine Classic ( Eugene), miglio - 3'52"26

2021
- 9º al Prefontaine Classic ( Eugene), miglio - 3'53"32

## Competizioni su strada
2012
- Oro alla Fifth Avenue Mile ( New York),  miglio - 3'52"4